# Caudron C.230
Dimensions
Le Caudron C.230 est un avion de sport, de tourisme et d'entraînement produit en France en 1930 par la société des avions Caudron. 
C'est un biplan conventionnel à une seule soute, muni d'ailes non décalées et d'égale envergure. Le pilote et un seul passager sont assis dans des cockpits ouverts en tandem. Le fuselage est en bois et revêtu de contreplaqué.
Quinze exemplaires ont été produits avant l'apparition de la série Caudron C.270 Luciole, améliorée et très réussie.

## Variantes
- C.230 - première version de production avec moteur en étoile Salmson 7Ac (15 exemplaires construits)[2]
- C.232 - version avec moteur Renault 4Pb (50 exemplaires construits)[2]
  - C.232/2 - comme C.232 avec freins de roues (3 construits)[2]
  - C.232/4 - comme C.232/2 avec un équipement amélioré (7 construits)[2]
- C.233 - prototype pour l'essai du moteur Michel AM-16, plus tard remotorisé avec le Salmson 7Ac, revenant à la désignation C.230. (1 construit)[2]
- C.235 - version avec moteur Argus As 8R pour les essais du Ministère de l'Air français (1 construit)[2]